# Naro-Fominskij rajon
Il Naro-Fominskij rajon (in russo Наро-Фоминский район?) era un rajon dell'Oblast' di Mosca, nella Russia europea; il capoluogo era Naro-Fominsk.  Nel 2010 ospitava una popolazione di circa 194.000 abitanti. Nel 2012 in seguito a una riforma amministrativa cedette parte del suo territorio alla città di Mosca, dopodiché ricopriva una superficie di 1.547,44 chilometri quadrati. È stato soppresso nel 2017.